# 浜坂漁港
浜坂漁港（はまさかぎょこう）は、兵庫県美方郡新温泉町にある第3種漁港。ホタルイカの水揚げが日本一の漁港である。

## 概要
- 管理者 - 兵庫県
- 漁業協同組合 - 浜坂
- 組合員数 - 524名
- 漁港番号 - 3230030

## 主な魚種
- イカ
- カニ
- カレイ

## 主な漁業
- 沖合底びき網漁業
- 沖合いかつり漁業
- 沿岸いかつり漁業
- 一本釣り漁業
- 定置網漁業
- 採貝藻漁業